# Copernicia ekmanii
Copernicia ekmanii е вид растение от семейство Палмови (Arecaceae). Видът е застрашен от изчезване.

## Разпространение
Разпространен е в Хаити.